# تشارلز كورنت
تشارلز كورانت (14 أبريل 1896 - 26 يونيو 1982) كان مصارع حر سويسري نافس في دورة الألعاب الأولمبية الصيفية 1920 في أنتويرب حيث حصل على الميدالية الفضية. وحصل على الميدالية البرونزية في دورة الألعاب الأولمبية الصيفية 1924 في باريس.

## روابط خارجية
- تشارلز كورنت على موقع قاعدة بيانات المصارعة الدولية (الإنجليزية)
- تشارلز كورنت على موقع أوليمبيديا (الإنجليزية)